# Autoescola

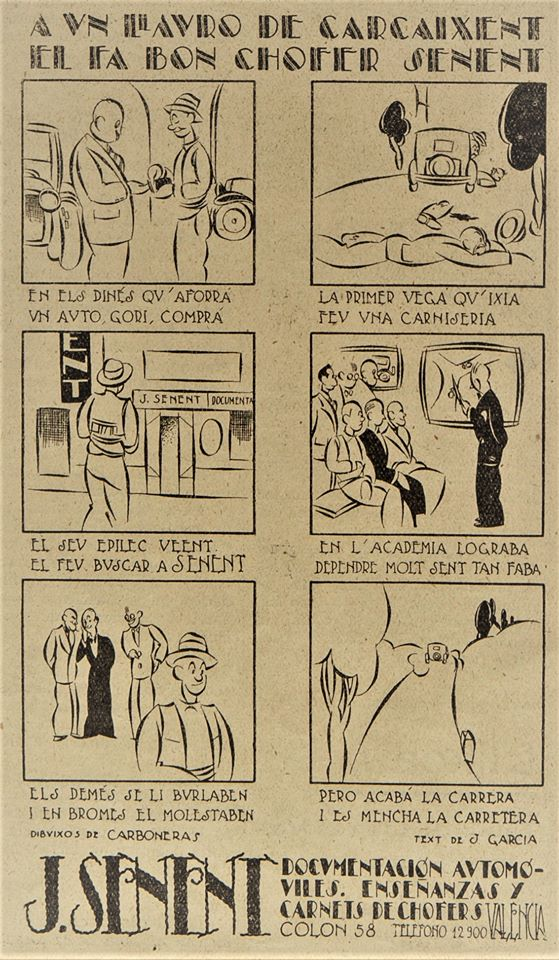
Publicitat de l'autoescola de Joan Senent, publicada al setmanari Avant el 1930.

Una escola de conducció o autoescola (anglicisme) és un centre formatiu on es fa simultàniament l'ensenyament teòric i el pràctic per a poder obtenir els diferents permisos de conducció. És un centre reglat, format per un titular, un director i el professorat titulat, que acostumen a oferir un horari de classes adaptat a cada alumne. Tenen el seu origen en el Regne Unit, a inicis del segle xx.
A les autoescoles, a banda de poder obtenir el permís de conduir de cotxe (B), que és el més sol·licitat, també s'hi poden obtenir altres permisos de conducció com poden ser els de ciclomotor (AM), motocicleta (A1, A2 i A), camió (C1 o C), autobús (D1 o D), remolc (E) o autoritzacions, per exemple la de transport de mercaderies perilloses (ADR). Per a cada permís o autorització els alumnes ha de passar una sèrie de proves teòrico-pràctiques que s'hauran estudiat i practicat a les classes de l'autoescola.